# Ederny
Ederny är en ort i Storbritannien.   Den ligger i riksdelen Nordirland, i den västra delen av landet, 600 km nordväst om huvudstaden London. Ederny ligger 116 meter över havet och antalet invånare är 554.
Terrängen runt Ederny är huvudsakligen platt, men österut är den kuperad. Runt Ederny är det ganska glesbefolkat, med 31 invånare per kvadratkilometer. Närmaste större samhälle är Dromore, 14,0 km öster om Ederny. Trakten runt Ederny består i huvudsak av gräsmarker.